# Cory Thiesse
Cory Thiesse (nacida Cory Christensen, Duluth, 1 de diciembre de 1994) es una deportista estadounidense que compite en curling.
Ganó dos medallas en el Campeonato Mundial de Curling Mixto Doble, en los años 2019 y 2023, y una medalla de bronce en el Campeonato Pan Continental de Curling Femenino de 2023.

## Palmarés internacional
| Campeonato Mundial Mixto Doble | Campeonato Mundial Mixto Doble | Campeonato Mundial Mixto Doble | Campeonato Mundial Mixto Doble |
| Año                            | Lugar                          | Medalla                        | Prueba                         |
| ------------------------------ | ------------------------------ | ------------------------------ | ------------------------------ |
| 2019                           | Stavanger (Noruega)            | Medalla de bronce              | Mixto doble                    |
| 2023                           | Gangneung (Corea del Sur)      | Medalla de oro                 | Mixto doble                    |
| Campeonato Pan Continental     |                                |                                |                                |
| Año                            | Lugar                          | Medalla                        | Prueba                         |
| 2023                           | Kelowna (Canadá)               | Medalla de bronce              | Equipo                         |